# Anastatus leithi
Anastatus leithi är en stekelart som först beskrevs av Walker 1872.  Anastatus leithi ingår i släktet Anastatus och familjen hoppglanssteklar. Inga underarter finns listade i Catalogue of Life.